# Boeing E-3
De Boeing E-3 Sentry (schildwacht) is een militair Airborne warning and control system-, of AWACS-vliegtuig, dat surveillance-, controle- en communicatiefaciliteiten levert aan de luchtstrijdkrachten.

## Klanten
De E-3 Sentry is operationeel bij
- USAF. Hiervoor werden 24 E-3B's en 10 E-3C's aangeschaft. De toestellen luisteren naar de tactische bijnaam 'Frisbee'. Een E-3B is in september 1995 op de vliegbasis Elmendorf in Alaska verongelukt waarbij alle bemanningsleden omkwamen. Er is er een permanent uitgeleend aan Boeing voor tests, onderzoek en ontwikkeling. Er zijn 28 E-3's operationeel bij 552d Air Control Wing op de vliegbasis Tinker Air Force Base in Oklahoma, 2 stuks bij 3rd ACW op de vliegbasis Elmendorf Air Force Base in Alaska en 2 stuks bij 18th ACW op de vliegbasis Kadena in Japan. 
E-3B's worden in de Verenigde Staten ook gebruikt bij surveillance ten behoeve van anti-drugsmissies van de douane. De Amerikaanse douane kan op vooraf geplande missies meevliegen om smokkelactiviteiten te herkennen en te bestrijden.

- NAVO. Hiervoor werden 18 E-3A’s aangeschaft waarvan één inmiddels is verongelukt in Griekenland. De toestellen luisteren naar de tacticall 'Magic' en zijn gelegerd op het NAVO-steunpunt Geilenkirchen in Duitsland. Zij zijn in eerste instantie verantwoordelijk voor de bewaking van het NAVO-luchtruim, maar worden ook ingezet bij wereldwijde NAVO-operaties. Voorts maken de E-3A's veel gebruik van Forward Operating Bases, Aktion (Griekenland), Trapani (Italië), Konya (Turkije) en Ørland (Noorwegen).

- RAF. De RAF heeft zijn 7 operationele E-3D’s genoemd naar de 7 dwergen uit Sneeuwwitje: Happy, Sleepy, Sneezy, Grumpy, Dopey, Bashful en Doc. Zij zijn ingedeeld bij 8 en 23 Squadron op RAF Waddington. De bestelling van de RAF kwam voort uit een zeer dure onsuccesvol afgesloten test met een eigen product, de Nimrod AEW 3-versie.

- Armée de l’Air. Frankrijk heeft 4 E-3F's operationeel; deze luisteren naar de tacticall 'Cyrano' en zijn gelegerd op de vliegbasis Avord in centraal Frankrijk.

- RSAF. De Saudische luchtmacht heeft in 1983 5 ex-USAF E-3D's gekocht. Deze toestellen bezitten niet de capaciteit van de Amerikaanse E-3’s maar werden speciaal ingericht op de defensieve luchtverdedigingstaak in de Perzische Golf en de Rode Zee. Zij zijn sinds 1987 operationeel op de vliegbases Dhahran en Riad.

- Japan Self-Defense Forces. Ook Japan bezit 4 operationele AWACS-systemen. Deze zijn gelegerd bij 601 Hikotai op de vliegbasis Hamamatsu. Omdat er geen Boeing 707-airframes meer beschikbaar waren werden deze systemen in tegenstelling tot de overige ondergebracht in airframes van de Boeing 767. Japan beschikt dus over de E-767.

De productie van de E-3 stopte in 1992 nadat er 68 waren geleverd. Er waren geen goede Boeing 707-airframes meer beschikbaar.

## Geschiedenis

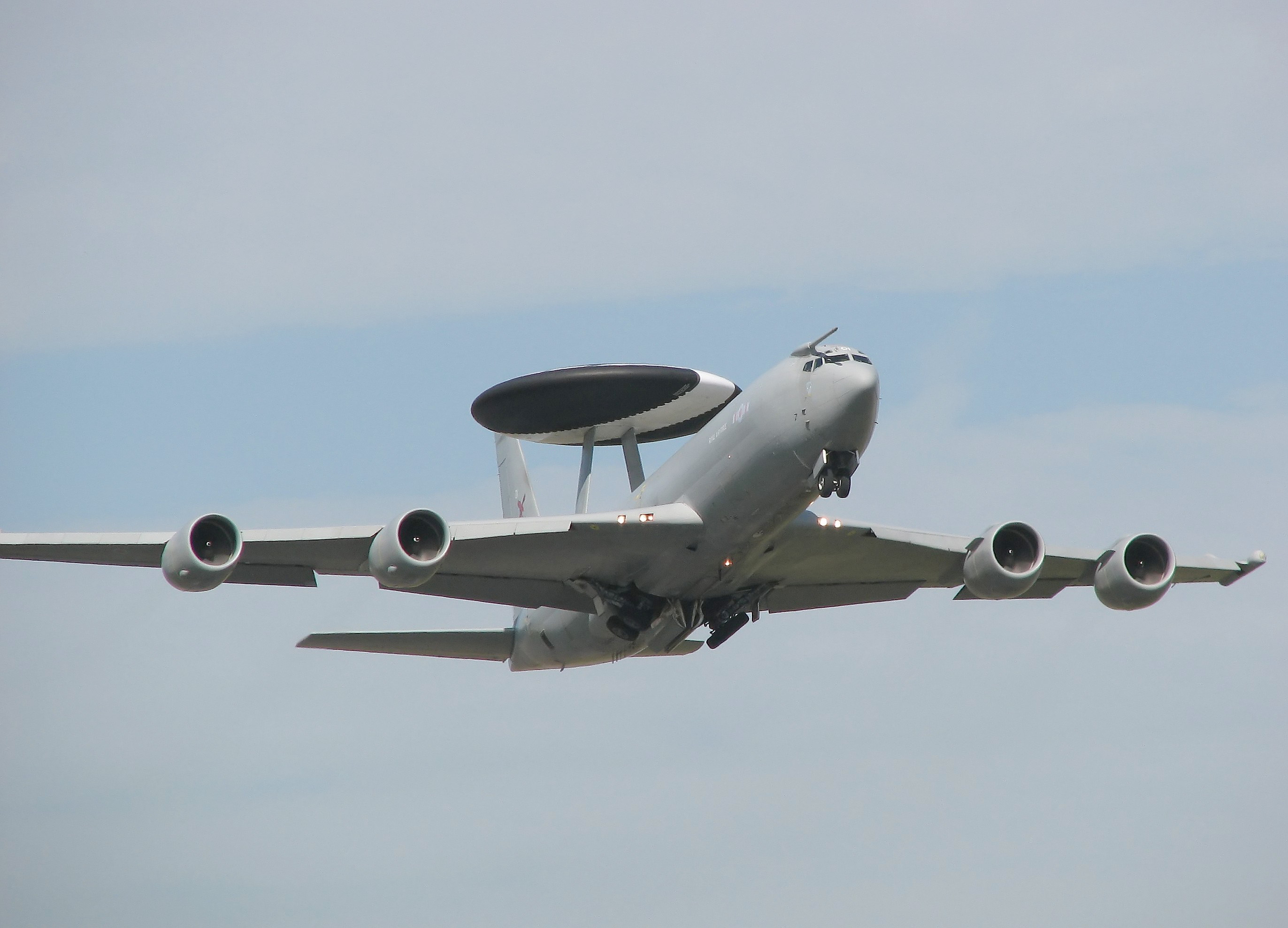
RAF E-3D zonder upgrades

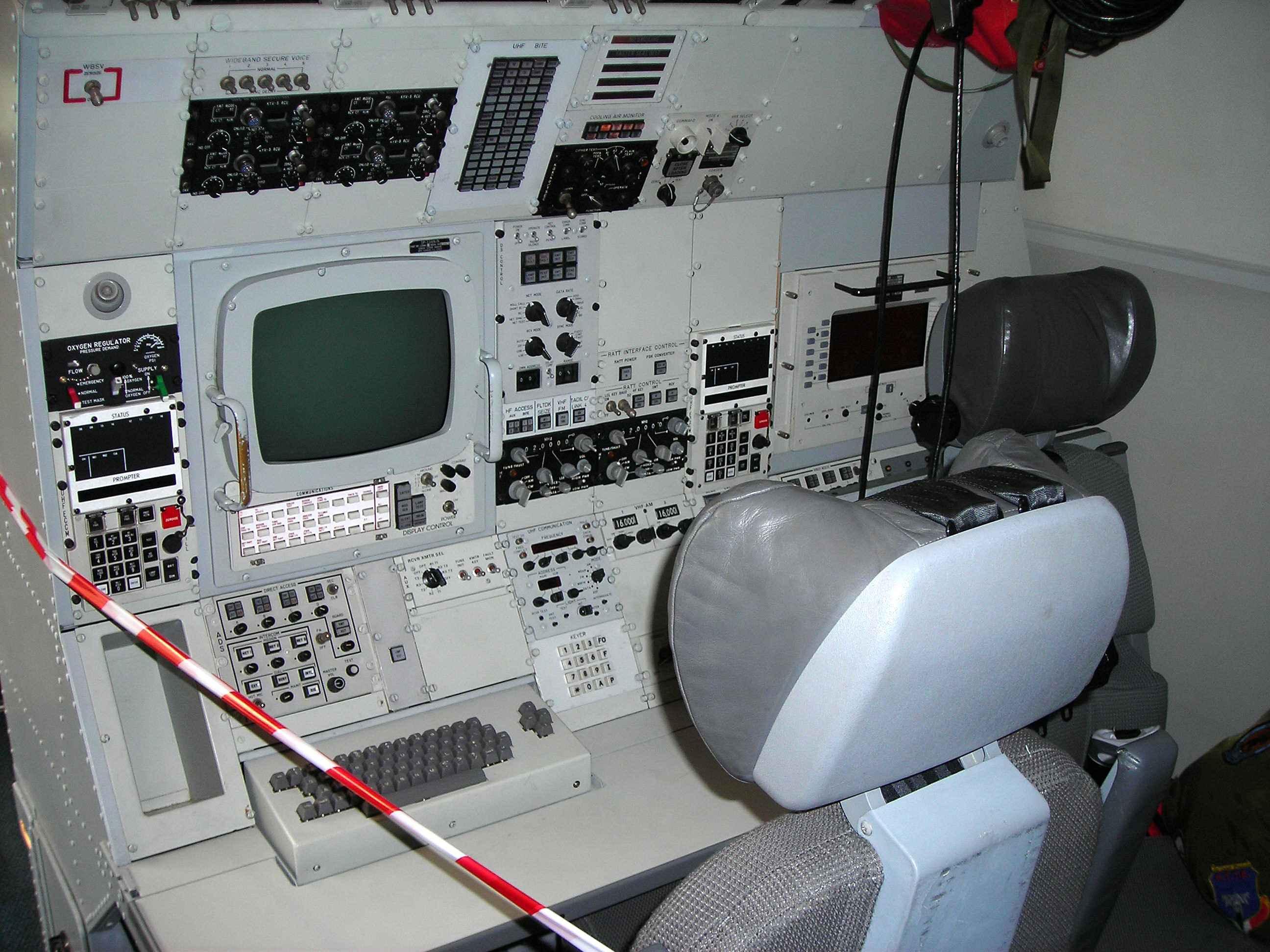
Werkpositie in een E-3A

Het testen en evalueren van de eerste E-3 vond plaats in oktober 1975. In maart 1977 werden bij 552nd Airborne Warning and Control Wing (nu 552nd Air Control Wing) op de vliegbasis Tinker, Oklahoma de eerste E-3’s operationeel, later gevolgd door E-3D’s. De gehele E-3-vloot werd in de periode 1999-2001 technisch volledig gerenoveerd (zie upgrades).
De NAVO schafte E-3A's aan ten behoeve van de centrale NAVO-luchtverdediging. Daarom werd besloten om de bemanningsleden samen te stellen uit luchtmachtpersoneel van alle NAVO-landen; ook kregen de NATO E-3’s registratietekens uit Luxemburg, tot dat moment nooit met een luchtmacht uitgerust.
De eerste NATO E-3 werd operationeel in januari 1982. De ervaring heeft uitgewezen dat de E-3 snel en effectief reageert op crises en wereldwijd kan worden ingezet. Het systeem kan bijna niet gestoord worden en heeft succesvol missies gevlogen terwijl het door zware elektronische tegenmaatregelen werd beïnvloed. Door zijn mobiliteit als AWACS heeft de Sentry een grotere kans oorlog te overleven dan een vaste radarinstallatie op de grond. De vliegroute kan bijvoorbeeld continu aangepast worden aan missie en overlevingsbehoeften.
De E-3 kan meer dan 11 uur achter elkaar missies vliegen zonder bijtanken in de lucht. Het bereik en de missietijd kunnen ook aanzienlijk verlengd worden door bijtanken in de lucht en door actief gebruik van een rustcompartiment voor de bemanning.

## Bemanning
Deze is afkomstig uit verschillende sectoren en is samengesteld uit verschillende nationaliteiten. Allen hebben een uitgebreide opleiding in hun respectieve vakgebieden achter de rug. De bemanning is onder te verdelen in een 
- Flightcrew bestaande uit de Aircraft Commander (gezagvoerder); Pilot (tweede vlieger); Flight Navigator (verantwoordelijke voor de juiste positie) en Flight Engineer (verantwoordelijke voor de prestaties van het vliegtuig tijdens de vlucht)
- Missioncrew bestaande uit de Tactical Director (missie commandant); Surveillance Controller (leider van het surveillanceteam); Surveillance Operators (deze monitoren het lucht- en grondbeeld); Passive Controller (verantwoordelijk voor zelfbescherming van de E-3A middels passieve detectie van zenders en platforms); Fighter Allocator (verantwoordelijk voor de aansturing van eigen vliegtuigen); Weapon Controllers (bepalen welke toestellen voor specifieke missies worden ingezet bv strike, CAS en airdefense); Comms Systems en Radar Technicians: verantwoordelijken voor de communicatieapparatuur, computersystemen en de radar.

## Techniek
De E-3 Sentry is een aangepaste militaire versie van de commerciële Boeing 707 met de draaiende rotodome boven de romp als voornaamste kenmerk. Deze heeft een diameter van 9,10 m, is 1,80 m dik en staat 4,20 m boven de romp op twee steunen. De rotodome bevat een naar beneden 'kijkende' Northrop Grumman AN/APY-1 (later AN/APY-2) AWACS-radar die het luchtbeeld van boven de grond tot in de stratosfeer bewaakt.
Generatoren op elk van de vier motoren wekken de elektriciteit op benodigd voor goede werking van de radar. Middels het IFF-systeem worden de eigen toestellen van vijandelijke onderscheiden. De radar heeft een bereik van meer dan 400 km voor laagvliegende objecten en kan door gebruik van een speciale mode zeer laagvliegende vliegtuigen opsporen en volgen, terwijl die door obstakels voor radarstations op de grond niet zichtbaar zijn. Het bereik voor middelhoog tot hoogvliegende objecten wordt aangegeven als over de horizon en is geheim maar wordt geschat op circa 800 km. Om de bemanning te beschermen tegen de schadelijke uitgezonden HF-radarstraling werd de romp van de E-3 speciaal aangepast en werkt deze als een kooi van Faraday. 
Radar en computersystemen van de E-3 Sentry kunnen een breed en gedetailleerd beeld geven van het virtuele slagveld. Dit omvat het opsporen en volgen van vijandelijke schepen en vliegtuigen en de locaties en status van eigen vliegtuigen en schepen.
Tijdens het gevecht wordt ook real-time data verzameld zodat men altijd over het meest actuele luchtbeeld beschikt. Deze informatie kan middels een datalink verstuurd worden naar het commando en andere eenheden op de grond of op zee. De E-3 beschikt hiervoor over belangrijke subsystemen voor navigatie, communicatie en dataverwerking.
Op de werkposities van de controllers - de consoles - wordt de door computers verwerkte data zowel grafisch als in tabelvorm op de monitors zichtbaar gemaakt. Alle controllers worden met deze beelden en gegevens voorzien van de basisgegevens voor hun eigenlijke taken
- luchtruimbewaking
- objectidentificatie
- communicatie
- bepalen waar en wanneer welke middelen moeten worden ingezet

Het totaal van al deze maatregelen noemt men battle management.

## Upgrades
De technische renovatie van de USAF-E-3-vloot staat bekend als het Block 30/35 Modification Program, dat belangrijke verbeteringen inhield op het gebied van:
- Electronic Support Measures (ESM), dit t.b.v. passieve detectie van uitgezonden radiogolven, b.v. door radarstations en communicatiecentra.
- Joint Tactical Information Ditribution Systems (JTIDS), dit t.b.v. storingsvrije communicatie, voor informatiedistributie, positiebepaling en identificatie mogelijkheden.
- Global Positioning System (GPS), een verbeterd satellietgestuurd navigatiesysteem voor precisienavigatie.
- Andere Identification Friend or Foe (IFF) en data-link fighter-control (TADIL-C)-antennes.
- Voorbereiding voor het in ontwikkeling zijnde Link-16 datauitwisselingssysteem.
- Uitbreiding van computergeheugencapaciteit voor de ESM, JTIDS, TADIL en Link-16-uitbreidingen.

Vanaf 1990 ondergingen alle NATO-AWACS-toestellen het Radar System Improvement System (RSIP). Dit was een samenwerkingsverband tussen de VS en de NAVO op het gebied van hardware- en softwaremodificaties aan het bestaande radarsysteem.
Door het RSIP werden de elektronische tegenmaatregelen, de betrouwbaarheid, de onderhoudsintervallen en de beschikbaarheid van het systeem drastisch verbeterd. Aan de buitenkant van de toestellen werd dit ook zichtbaar. De ‘nieuwe’ E-3’s werden voorzien van twee langwerpige sensors aan beide zijden van de romp en van een stompe sensor onder de neus.
Na een drie jaar durende planning en ontwikkeling werd in 1997 besloten tot de volgende upgrade van de gehele AWACS-vloot. Hierbij moesten de toestellen op Mid Term Program (MTP)-standaard worden gebracht en werd de capaciteit van de toestellen weer verbeterd.
Het MTP hield in de verbetering van 
- VHF-communicatiemogelijkheid
- HAVE QUICK-autocom-mogelijkheid
- IFF-transponder- en interrogatorsystemen

Tevens hield het in
- een volledige multi-sensor-systeemintegratie
- de installatie van een nieuwe UHF SATCOM-faciliteit
- de installatie van een verbeterd GPS-systeem
- de installatie van extra consoles

Het MTP werd in januari 2008 voltooid. Met dit project was een totaalbedrag van $1,6 miljard gemoeid dat werd gefinancierd uit NATO-budgetten. De investering stelde de toekomst van het systeem voor de komende tien jaar zeker.

## Inzet
Afhankelijk van aard en locatie van zijn missie wordt een ingezette E-3 ergens in het luchtruim gepositioneerd. Hier vliegt hij een vooraf bepaald patroon; de ‘racetrack’. Deze is verwijderd van het gebied waar daadwerkelijk acties worden ondernomen. In de ‘racetrack’ voert de E-3 zijn patrouilletaak uit en detecteert, identificeert en volgt hij alle vliegbewegingen. Door de controllers worden hierbij eigen vliegtuigen op onderscheppingskoers naar de vijand gebracht of worden beschadigde eigen toestellen op een ontwijkingskoers gebracht.
In de nadagen van de Koude Oorlog speelde de AWACS rol zich af rond de grenzen van de voormalige Sovjet-Unie. In Europa bewaakten E-3’s het luchtverkeer rond het grensgebied van de voormalige Oostbloklanden. Dat gebied strekte zich uit van de Noordkaap tot aan Turkije.
Tijdens operatie Desert Storm in 1990 en 1991 werden door de USAF meer dan 850 AWACS-missies gevlogen in meer dan 5000 vlieguren. Hierbij werd radardekking en gevechtsleiding geleverd aan meer dan 120000 coalitie-vluchten. Naast het leveren van tijd-kritische informatie over vijandelijke bewegingen aan het hogere commando, assisteerden E-3-bemanningen in 38 van de 40 gevallen waarbij tijdens het conflict vijandelijke toestellen in de lucht werden uitgeschakeld. Ook tijdens de operatie Allied Force in 1999 speelden NATO E-3’ s een zeer belangrijke rol bij het afdwingen van de no-flyzone boven Bosnië en gedurende de Kosovo-crisis. De dataopslagcapaciteit van de systemen maakte het tijdens deze conflicten mogelijk voor het eerst in de geschiedenis een volledige luchtoorlog op te nemen.
De laatste operationele inzet was in 2022 rond en boven Oekraïne tijdens de Russische invasie van Oekraïne sinds 2022.

### Versies
De Sentry is geleverd in verschillende versies:
EC-137DTwee militaire Boeing 707s die als prototype dienden. Beide toestellen zijn naderhand voorzien van nieuwe motoren en als E-3A Sentry aan de operationele vloot van de USAF toegevoegd.
E-3ADe originele versie, geleverd is met General Electric TF34-motoren. 24 toestellen van deze versie gingen naar de USAF en 18 stuks naar de NAVO. Ze hebben een bereik van 7.400 km (4.000 zeemijl) of 8 uur vliegtijd zonder bijtanken in de lucht.
De 5 toestellen van de Koninklijke Saoedische luchtmacht zijn formeel ook als E-3A geleverd, maar hebben andere motoren: de CFM56.
E-3BUpgraded versie van de 24 USAF-machines.
E-3C10 USAF toestellen met AN/APY-2-radar en CFM56-motoren.
E-3D7 toestellen, gelijk aan E-3Cs maar met door de RAF gewenste modificaties, zoals ESM-apparatuur en een tankbuis ('probe') naast de standaard receptacle. Bij de RAF staat dit toestel bekend als de Sentry AEW.1.
E-3F4 toestellen, gelijk aan E-3Cs maar voorzien van door de Armee de l'Air gewenste modificaties, zoals ESM-apparatuur.
E-3GUSAF-toestellen verbeterd naar USAF Block 40/45-standaard.
JE-3Céén der oorspronkelijke USAF E-3As (buno 73-01674) stond permanent bij Boeing als testtoestel. Uiteindelijk had het zo veel modificaties ondergaan dat het technisch een E-3C was geworden, het bleef echter een permanent testtoestel, vandaar de prefix 'J'
KE-3A8 toestellen zonder radar, maar met 'boom'-installatie onder de staart voor bijtanken in de lucht van andere vliegtuigen. Deze toestellen zijn geleverd aan de Koninklijke Saoedische luchtmacht en voorzien van CFM56-motoren.

## Incidenten en ongelukken

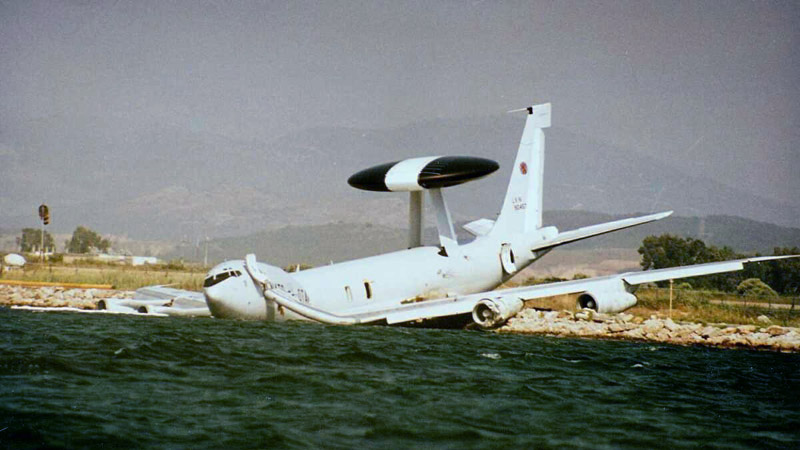
LX-N90457, nadat het van de startbaan was geschoten op Preveza AB op 14 juli 1996

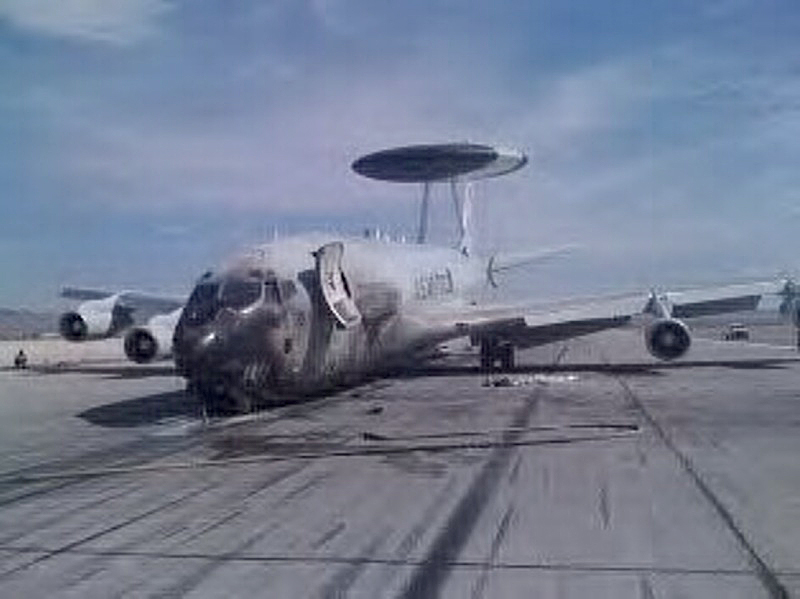
E-3C met brandschade op de start- en landingsbaan van Nellis AFB

De E-3 Sentry is betrokken geweest bij enkele incidenten waarbij het toestel als verloren moest worden beschouwd. 
22 September 1995
USAF E-3 Sentry (callsign Yukla 27, buno 77-0354) crasht kort na de start van Elmendorf AFB in Alaska. Na een botsing met verschillende ganzen verloor het toestel vermogen op de beide linker motoren. 24 bemanningsleden zijn omgekomen. 
14 juli 1996
NATO E-3A Sentry (LX-N90457) breekt start af en crasht op de pier aan het einde van de startbaan op Preveza-Aktion Airport in Griekenland na vogels in de motoren. Geen gewonden, maar de romp is geknakt, waardoor het toestel moest worden afgeschreven. Nader onderzoek wees uit dat er geen vogels in de motoren waren gekomen. 
28 Augustus 2009
USAF E-3C (buno 83-0008) deelnemend aan een Red Flag-oefening op Nellis AFB zakt bij de landing door het neuswiel. De resulterende brand veroorzaakte onherstelbare schade. Alle 32 bemanningsleden evacueerden veilig.

## Toekomst
Vanaf 2014 worden de NATO E-3’s weer gemoderniseerd zodat ze naar verwachting zeker tot 2035 in dienst kunnen blijven. Er wordt echter al gekeken naar een goede vervanger. Hierbij is de Boeing E-7 Wedgetail (momenteel al in gebruik in Australië, Turkije en Zuid-Korea) een van de geschikte kandidaten. 
De E-3’s van de USAF zouden vanaf 2015 zijn uitgefaseerd en samen met de Boeing E-6 Mercury en de Boeing E-8 JSTARS vervangen worden door de Boeing E-10, gebaseerd op Boeing 767-airframes. In verband met bezuinigingen op defensie door de toenmalige regering-Bush werd de verdere ontwikkeling van dit toestel echter in 2007 gestaakt.